# Néo-fonctionnalisme
Pour les articles homonymes, voir Fonctionnalisme.
Le néo-fonctionnalisme est une théorie des relations internationales développée pour décrire les processus d'intégration régionale. Des auteurs tels que Ernst Haas, Leon Lindberg, Stuart Scheingold ou Alec Stone Sweet participent de ce courant.

## Fonctionnalisme et néo-fonctionnalisme
Les critiques ont accusé la théorie fonctionnaliste d'être trop déterministe et d'ignorer le politique, étant ainsi excessivement technocratique. Tous les problèmes sont en effet considérés par celle-ci comme des problèmes techniques, qu'il s'agisse de l'éducation, du bien-être social, de la santé. Représenté par Ernst Haas (The Uniting of Europe, 1958, et The Rule of Law in European Integration and Beyond the Nation State), Leon Lindberg ou Stuart Scheingold (The Political Dynamics of European Economic Integration), le néo-fonctionnalisme reprendra les idées fonctionnalistes en les modernisant et en intégrant l'élément politique dans la théorie. La plupart des néo-fonctionnalistes s'opposeront au fonctionnalisme, mais une minorité tentera d'améliorer son cadre de réflexion. De plus, le néo-fonctionnalisme adoptera une approche top-down (du haut vers le bas) qui insiste sur le rôle des élites dans la mise en place de processus de coopération.
Le néofonctionnalisme a lui-même été mis en question dans les années 1960-70, en raison, notamment, de la politique de la chaise vide menée par le général De Gaulle, et le double refus de la candidature britannique en 1963 et 1967 (De Gaulle has proved us wrong, écrit ainsi Ernst Haas dans la seconde édition de The Uniting of Europe, en 1968). L'importance de la politique est ainsi ré-évaluée et l'aspect automatique du spill-over relativisé, tandis qu'un certain nombre de théoriciens (Stanley Hoffmann, élève de Raymond Aron, Joseph Grieco, etc.) retournent aux approches centrées sur les États, basculant vers des théories réalistes ou néoréalistes des relations internationales.
Cependant, certaines thèses néofonctionnalistes ont été reprises dans les années 1990-2000, Thomas Risse (en) reprenant ainsi les hypothèses sur le transfert de loyauté vers les institutions supranationales, Magali Gravier étudiant l'émergence de la fonction publique européenne; ou encore Alec Stone Sweet et Wayne Sandholtz d'une part, et Philippe Schmitter d'autre part, intégrant des hypothèses néofonctionnalistes dans le cadre d'une réflexion institutionnaliste).